# おしろい花 (曲)
「おしろい花」（おしろいばな）は、2010年2月3日に発売された五木ひろしのシングル。同年8月25日には、カップリングを変更したシングルもリリースされた。

## 収録曲
2010年2月3日発売盤
1. おしろい花（4分17秒）
作詞：たかたかし／作曲：木村好夫／編曲：池多孝春
2. おんなの街角（5分21秒）
作詞：水木れいじ／作曲：五木ひろし／編曲：竜崎孝路
3. おしろい花（オリジナルカラオケ）
4. おんなの街角（オリジナルカラオケ）

2010年8月25日発売盤
1. おしろい花（4分17秒）
作詞：たかたかし／作曲：木村好夫／編曲：池多孝春
2. 雪見酒（4分56秒）
作詞：石本美由起／作曲：岡千秋／編曲：池多孝春
3. おしろい花（オリジナルカラオケ）
4. おしろい花（一般用カラオケ半音下げ）
5. 雪見酒（オリジナルカラオケ）